# Pelita Jaya (Zuid-Pesisir)
Pelita Jaya is een bestuurslaag in het regentschap Lampung Barat van de provincie Lampung, Indonesië. Pelita Jaya telt 964 inwoners (volkstelling 2010).